# Banksia spinulosa
Banksia épingle à cheveux
Espèce
Classification phylogénétique
Répartition géographique
Banksia spinulosa, le banksia épingle à cheveux, est une espèce d'arbrisseau attrayant du genre Banksia. Originaire d'Australie, c'est une plante de jardin populaire dont de nombreuses variétés horticoles sont disponibles. Il fut décrit par James Smith en Angleterre en 1793, après avoir été probablement découvert en 1792 par John White.

## Description

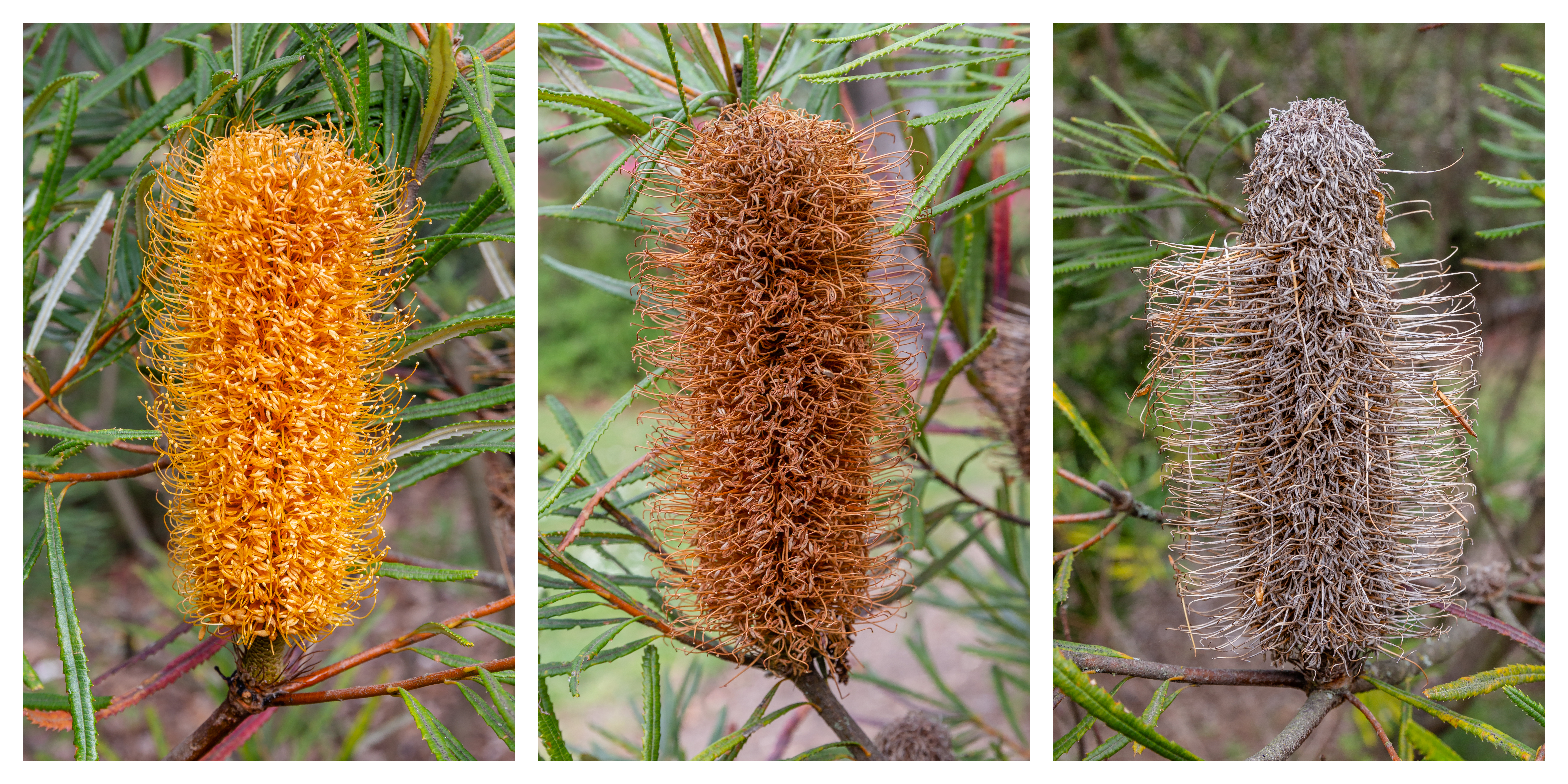
Évolution de l'inflorescence vers l'infrutescence d'un Banksia spinulosa.

Le banksia épingle à cheveux se présente habituellement sous la forme d'un arbrisseau ramifié à  lignotubers d'un à trois mètres de haut et d'un à deux mètres de diamètre. Il peut aussi se présenter avec une tige unique, sans lignotubers, et dans ce cas il est souvent plus grand, allant jusqu'à cinq mètres de haut. Son écorce est lisse, de couleur grise ou gris-brun, avec des lenticelles, et ses feuilles longues et étroites aux bords serrés.
Les fleurs des banksias sont groupées en épis floraux caractéristiques. Chez Banksia spinulosa, ces épis sont cylindriques, d'environ six à sept centimètres de diamètre, de couleur jaune à orange doré, aux styles jaunes, orange, rouges, roses, marron ou noirs. Des styles de couleurs variées peuvent se trouver à quelques mètres les unes des autres dans certaines zones (comme dans le parc national Georges River et à Catherine Hill Bay), alors que d'autres populations peuvent avoir des styles uniformément noirs, rouges ou dorés. La floraison intervient au cours d'une longue période de l'automne au début de l'hiver.
L'infrutescence du banksia épingle à cheveux est un cône typique des Banksias, portant jusqu'à une centaine de follicules enfoncés. Les pièces florales ont tendance à persister longtemps, donnant aux cônes une apparence chevelue.

## Distribution et habitat
Les banksia épingle à cheveux se rencontrent le long de la côte orientale de l'Australie depuis la monts Dandenong à l'est de Melbourne (Victoria), jusqu'à la Nouvelle-Galles du Sud et au Queensland vers le nord. L'espèce est commune au nord jusqu'à  Maryborough (Queensland), avec des populations disjointes jusqu'au plateau d'Atherton près de Cairns.
Il occupe divers types d'habitats, depuis les landes côtières jusqu'aux forêts sclérophylles dominées par les eucalyptus dans l'intérieur. On le trouve généralement sur des sols sableux, mais il peut aussi se trouver dans des zones rocheuses argileuses ou limoneuses.

## Taxonomie
Banksia spinulosa est classée dans la série Banksia ser. Spicigerae, aux côtés de Banksia ericifolia et de divers Banksias similaires comme Banksia seminuda et Banksia brownii. Cette série est placée dans la section Banksia sect. Oncostylis dans la  classification des banksias d'Alexander Segger George  (George 1981, 1984, 1999), mais directement dans le sous-genre Banksia subg. Banksia dans la classification de Thiele fondée sur analyse cladistique (Thiele 1996). La recherche moléculaire indique que Banksia spinulosa et Banksia ericifolia pourraient être apparentées de plus près à la série Banksia ser. Salicinae, avec Banksia integrifolia et les taxons proches.
Quatre variétés sont actuellement reconnues :
- Banksia spinulosa var. collina
- Banksia spinulosa var. spinulosa
- Banksia spinulosa var. neoanglica

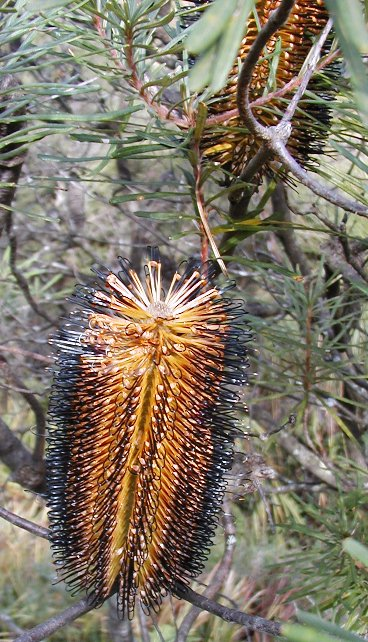
B. cunninghamii, Lyrebird Dell walk, Leura (montagnes Bleues).

- Banksia spinulosa var. cunninghamii

Toutefois des doutes subsistent sur la représentation précise par les taxons actuels des relations au sein du complexe Banksia spinulosa. Banksia spinulosa collina est une forme des gorges et des plateaux de l'intérieur du Queensland central, mais c'est une plante côtière sur la côte du centre et du nord de la Nouvelle-Galles-du-Sud. Banksia spinulosa spinulosa, de son côté, est une espèce côtière dans le Queensland central et en Nouvelle-Galles du Sud au sud de Sydney. De même, Banksia cunninghamii est nettement divisée entre les formes de Nouvelle-Galles du Sud et du Victoria (où la forme à feuilles plus longues fut à l'origine appelée Banksia prionophylla par Carl Meissner). En particulier, les deux variétés Banksia spinulosa var spinulosa et Banksia spinulosa var. collina ont dans le nord du Queensland leurs anciens épis nus alors qu'en Nouvelle-Galles du Sud et au Victoria les pièces florales défleuries sont persistantes. Mast (1998) a montré que Banksia spinulosa var. collina et Banksia spinulosa var. neoanglica sont des clades frères, Banksia spinulosa var. spinulosa et Banksia spinulosa var. cunninghamii étant étroitement apparentés. Une étude moléculaire portant sur des spécimens de chaque sous-espèce provenant des trois États de la côte orientale de l'Australie pourrait seule éclairer ce sujet.

## Écologie
Les banksias ont été l'objet de nombreuses études sur leurs modes de pollinisation. Une étude de 1982 dans le parc national de Nouvelle-Angleterre dans le nord-est de Nouvelle-Galles du Sud a découvert qu'il y avait un grand afflux d'une espèce de passereau, Méliphage à bec grêle (Acanthorhynchus tenuirostris), qui coïncidait avec le démarrage de la floraison des Banksia spinulosa dans cette région.

## Culture
En général, les banksias épingle à cheveux préfèrent les sols sableux bien drainés et les stations ensoleillées, bien que certaines formes locales originaires de Wiannamatta Shales peuvent se comporter mieux sur des sols plus lourds. Ils sont résistants aux attaques du champignon Phytophthora cinnamomi, comme la plupart des banksias de l'est.
La variété la plus commune dans les pépinières est Banksia spinulosa var. collina (Hill Banksia), qui se trouve à l'état naturel au nord des Hawkesbury alors que la variété Banksia spinulosa var. spinulosa se trouve plus au sud. Étant donné que les variétés s'hybrident, il est préférable de rechercher des formes de provenance locale. Il existe cependant des formes naines merveilleuses offertes au jardinier citadin en Australie  - 'Stumpy Gold' est une forme de la variété collina originaire de la côte centrale, tandis que 'Birthday Candles', 'Coastal Cushion' et 'Golden Cascade' sont des formes de la variété spinulosa de la côte sud de Nouvelle-Galles du Sud.

## Galerie

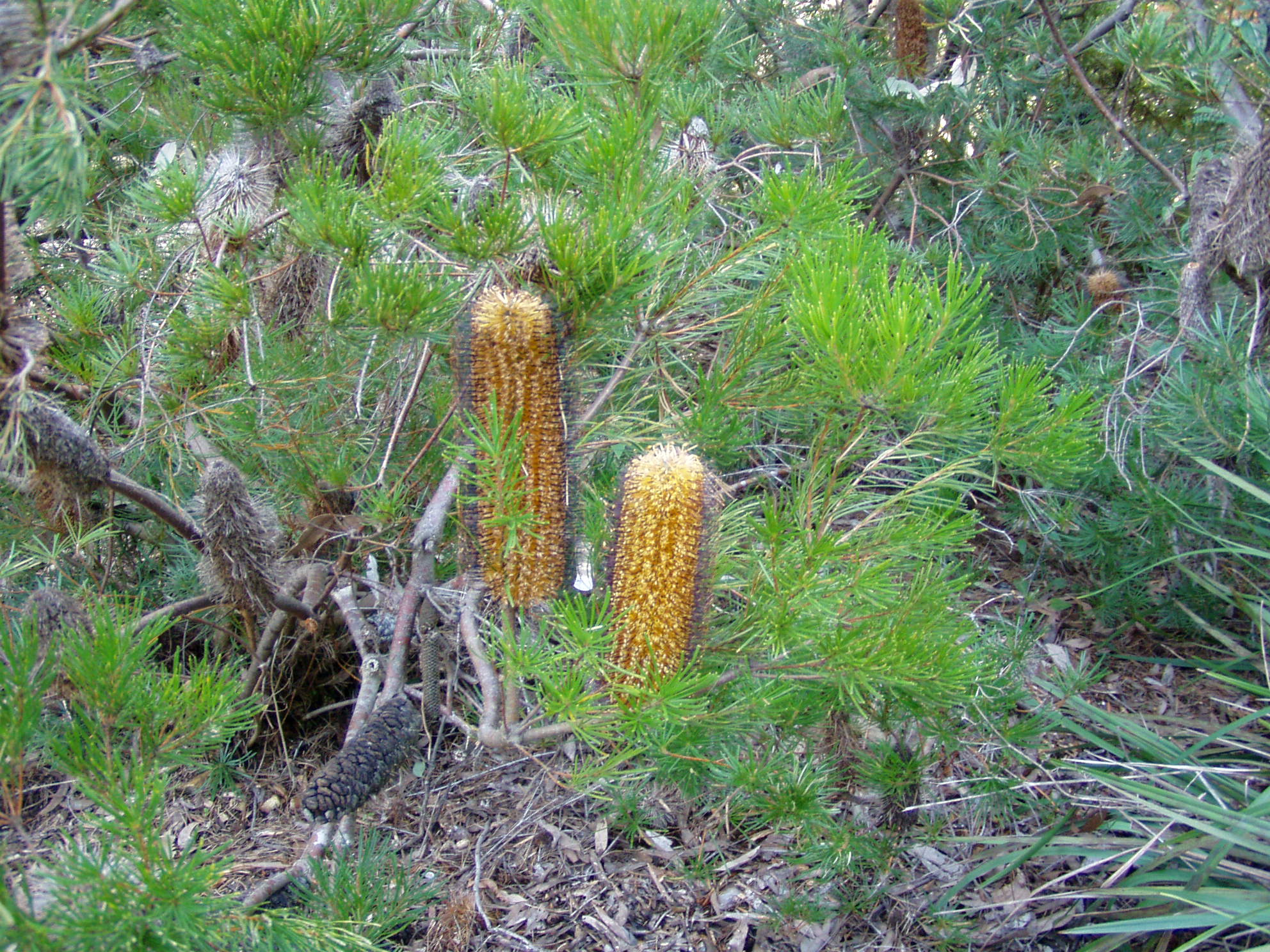
B. spinulosa spinulosa, jardins botaniques nationaux australiens (Canberra).
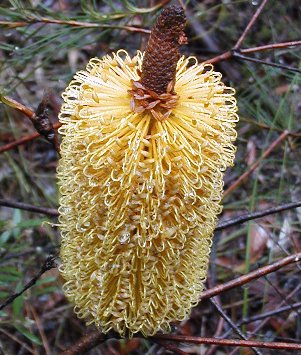
Banksia spinulosa (styles jaunes), parc national Georges River (près de Sydney).
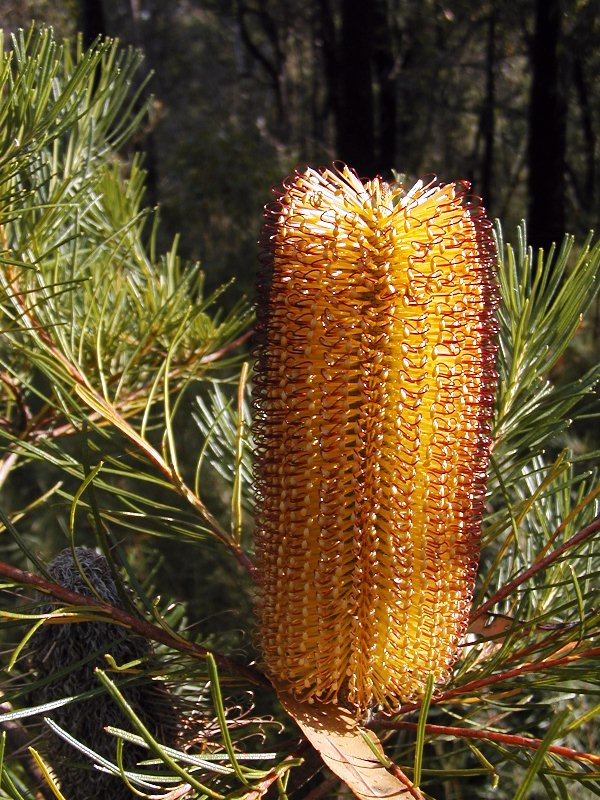
B. spinulosa, Nowra (Nouvelle-Galles du Sud).
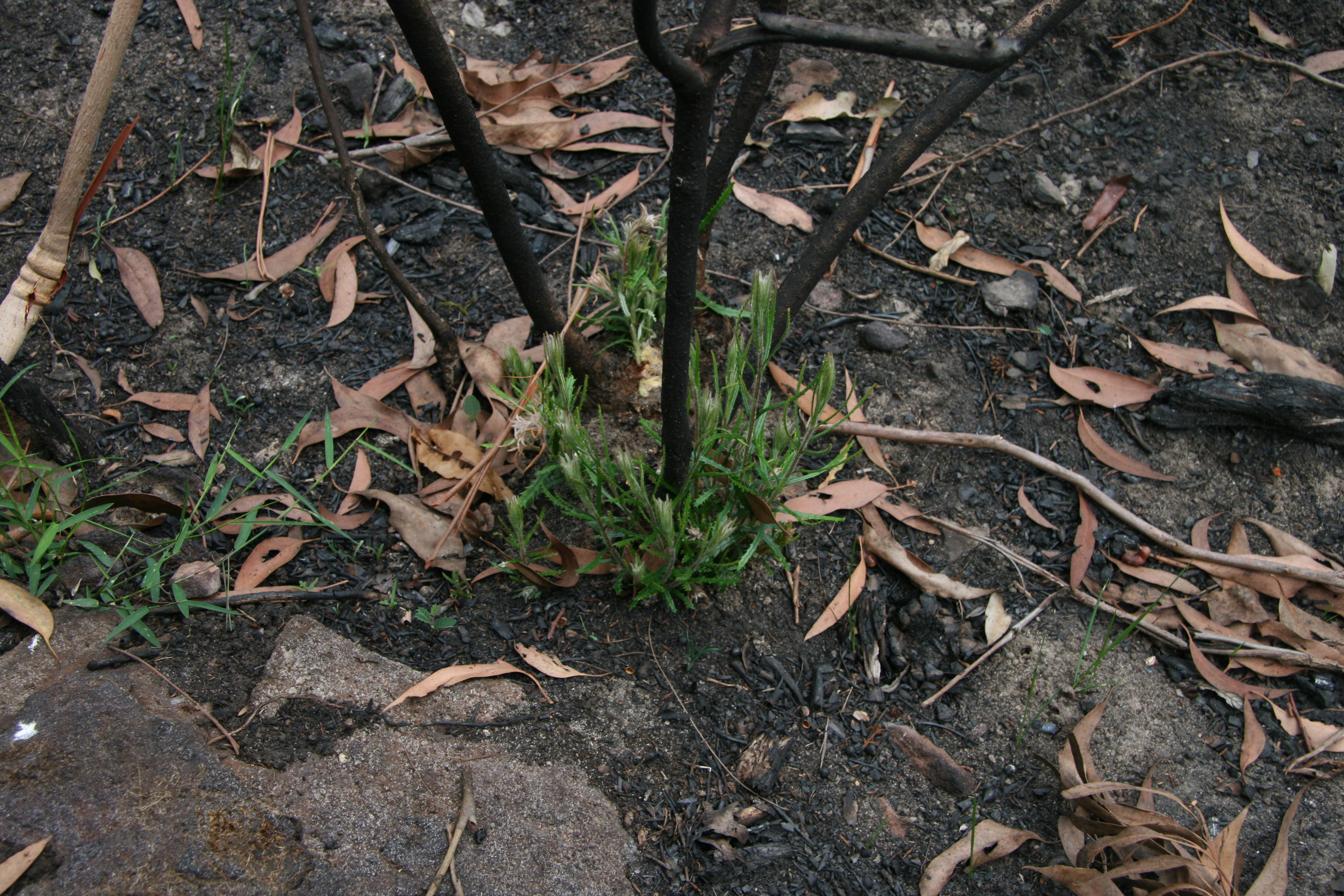
Recépage d'un lignotuber de B. spinulosa après un incendie.